# Alexander Röder (Theologe)

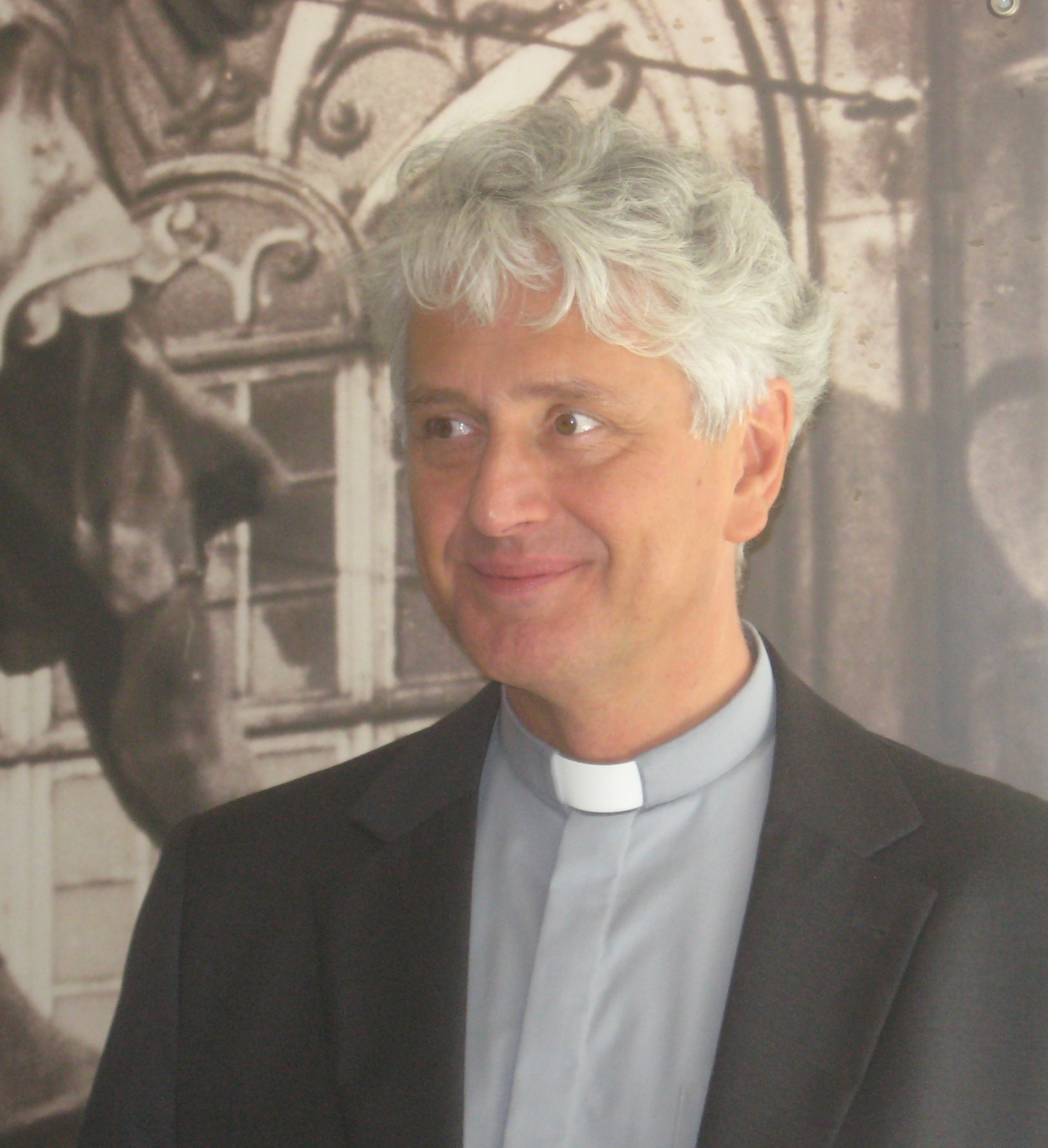
Alexander Röder (2009)

Alexander Röder (* 4. Oktober 1960 in Hamburg) ist ein deutscher evangelisch-lutherischer Geistlicher in Hamburg.
Nach der Schulausbildung am Gymnasium Oberalster in Hamburg und einem Auslandsjahr in den USA studierte er Theologie an der Universität Hamburg. Sein Vikariat absolvierte er an St. Johannis (Hamburg-Eppendorf). Er wurde 1990 ordiniert. Als Pastor an der Hauptkirche St. Jacobi war er verantwortlich für die Kunstschätze der Hauptkirchen und übernahm 2001 die Leitung des Kirchlichen Kunstdienstes in Nordelbien. Seit 2004 war er Kirchenrat im Dezernat für Theologie und Publizistik im Nordelbischen Kirchenamt in Kiel und zuständig für Fundraising und Urheberrecht. 
Am 8. Juni 2005 wurde er zum 17. Hauptpastor der Hauptkirche St. Michaelis in Hamburg gewählt. Seither leitete er hier unter anderem die Trauerfeiern für Loki Schmidt, Heidi Kabel, Siegfried Lenz, Helmut Schmidt Jan Fedder und Hans-Ulrich Klose. Er ist Mitglied der Liturgischen Konferenz der EKD, Vorsitzender des Ausschusses für Gottesdienst und Kirchenmusik der Nordkirche sowie des Arbeitskreises Kirchenmusik des Kirchenkreises Hamburg-Ost. 
Er ist regelmäßig in kirchlichen Sendungen des NDR zu hören und in den Printmedien als Kirchenvertreter präsent. Als Hauptpastor repräsentiert er den Michel in Medien und Öffentlichkeit, so zum Beispiel bei der Restaurierungskampagne der Kirche in Zusammenarbeit mit der Hamburger Sparkasse. Seit August 2011 ist er Ehrenritter, seit 2022 Rechtsritter des Johanniterordens.